# Dolina dinozavrov, Paraíba
Dolina dinozavrov (portugalsko Vale dos Dinossauros) je območje v zvezni državi Paraíba v Braziliji, ki vsebuje številne fosilizirane sledi dinozavrov. Vsebuje območje pomembnega ekološkega pomena Dolina dinozavrov, območje trajnostne rabe pomembnega ekološkega pomena. Ta pa vsebuje manjši in popolnoma zaščiten naravni spomenik Dolina dinozavrov. V letih 2015–16 je obstajala zaskrbljenost, da obnova turistične atrakcije, ki je bila odložena zaradi pomanjkanja sredstev, morda ne bo spoštovala celovitosti mesta.

## Lokacija
Dolina dinozavrov je območje v sedimentnem bazenu reke Peixe, kjer je več kot 50 vrst starodavnih živalskih sledi, vključno s stegozavridi, alozavroidi in iguanodonti. Dolina pokriva območje približno 700 kvadratnih kilometrov, ki vključuje mesto Sousa, Paraíba in deset drugih občin. Je v biomu Caatinga. Sledi so bile najdene na približno 30 lokacijah v dolini, s fosiliziranimi odtisi stopal več kot 80 vrst na približno 20 različnih stratografskih ravneh. Večina sledi je mesojedih dinozavrov.
Sledi, ki so jih dinozavri naredili v vlažni zemlji ob ribnikih in rekah v deževnih obdobjih, so se v dolgih sušnih obdobjih utrdile, zaradi poplav dobile nove plasti peska in gline ter fosilizirale. Odtisi stopal so majhni kot 5 centimetrov, morda od dinozavrov v velikosti sodobnih piščancev, dolgi do 40 centimetrov, kot je odtis štiritonskega igvanodona. Najbolj obiskano mesto je otok, imenovan Passagem das Pedras (Križišče kamnov) v strugi reke Peixe. To je približno 7 kilometrov od mestnega središča Sousa.

## Zgodovina
Sledi dinozavrov je odkril lokalni kmet Anísio Fausto Silva v poznem 19. stoletju. Na začetku 20. stoletja jih je začel znanstveno preučevati inženir Luciano Jacques de Moraes. Čeprav ni bil izobražen paleontolog, je Moraes podal podrobne opise z risbami sledi za objavo v knjigi Serras e Montanhas do Nordeste (1924).
Área de Relevante Interesse Ecológico Vale dos Dinossauros je bilo ustanovljeno 18. decembra 1984 in ga upravlja Inštitut Chico Mendes za ohranjanje biotske raznovrstnosti (ICMBio). Zavarovano območje obsega 145,79 hektarjev. Je v občini Sousa v zvezni državi Paraíba. Naravni spomenik Dolina dinozavrov je leta 2002 ustanovila občina Souza. To je v celoti zaščiten naravni spomenik s približno 40 hektarji.
Obstajali so načrti za preusmeritev reke Peixe, ki je v deževnem obdobju poplavila sledi. Prenovo v vrednosti 1,3 milijona R$ sta financirala zvezna vlada in Petrobras, lokacija pa je bila ponovno odprta 24. maja 2013. Dela so vključevala prenovo muzeja, prestrukturiranje razstavnega prostora, avditorija, pisarn in kopalnic ter spremembe zunanjega območja, vključno z razmejitvijo parkirnih mest, tlakovanje poti in sprehajalnih poti ter nadgradnjo razglednih paviljonov za izpolnjevanje standardov dostopnosti. Viseče sprehajalne poti omogočajo obiskovalcem ogled 50 fosiliziranih odtisov stopal mesojedih noasauridae in 53 rastlinojedih iguanodontov.

## Ohranjanje
Območje pomembnega ekološkega pomena je uvrščeno v IV kategorijo zavarovanih območij IUCN (območje upravljanja habitatov/vrst), katerega namen je ohranjanje naravnih ekosistemov regionalnega ali lokalnega pomena in urejanje rabe teh območij tako, da je združljiva z naravovarstvenimi cilji.
Decembra 2015 so poročali, da je Dolina dinozavrov v zanemarjenem stanju, obnova pa je bila prekinjena. Replika tiranozavra reksa je bila uničena, dovozne ceste so bile prekrite z grmičevjem, okrog vhoda je bilo na stotine tlakovcev, kupi peska in druge težave. Novinarji so ugotovili, da je bilo delo opuščeno zaradi zamud pri sprostitvi sredstev podjetju, ki je bilo zadolženo za delo na mestu.
Februarja 2016 je zvezno javno ministrstvo (MPF) v Sousi priporočilo, naj Urad uprave za okolje Paraíba (SUDEMA) v 90 dneh pripravi načrt upravljanja za naravni spomenik, v katerem opredeli korake za zagotovitev celovitosti in zaščite naravnih virov območja ter korake vključiti v družbeno in gospodarsko življenje okoliških skupnosti. MPF je tudi priporočil, da SUDEMA v 30 dneh poda podrobno poročilo o delu, ki ga je opravila prefektura Sousa v Dolini dinozavrov, ki bi moralo biti omejeno na zaščito integritete enote. Če delo prefekture ni omejeno na to, je MPF dejal, da bi morala SUDEMA sprejeti upravne ukrepe za ustavitev dela.
- Muzej, Sousa
- Arheološko najdišče
- Dno rečne struge
- Fosilizirane stopinje